# Meliosma dentata
Meliosma dentata är en tvåhjärtbladig växtart som först beskrevs av Frederik Michael Liebmann, och fick sitt nu gällande namn av Urban. Meliosma dentata ingår i släktet Meliosma och familjen Sabiaceae. Inga underarter finns listade.